# Neuchâtel Xamax
Neuchâtel Xamax este un club de fotbal elvețian din Neuchâtel, antrenat în prezent de Jean-Michel Aeby.

## Jucători remarcabili
- Joel Griffiths
- João Paulo
- Hussein Sulaimani
- Thimothée Atouba
- Hossam Hassan
- Hany Ramzy
- Papa Bouba Diop
- Henri Camara
- Alain Geiger
- Stéphane Henchoz
- Xavier Margairaz
- Steve von Bergen
- Viorel Moldovan
- Uli Stielike
- Horst Blankenburg
- Don Givens
- Gilbert Gress
- Ansi Agolli

## Parcurs în competiții europene
- Cupa UEFA 1981-1982:
  - Runda 1: Neuchatel Xamax a dispus cu 4-0 acasă de AC Sparta Praga, apoi cehii au reușit doar o victorie la limită, 3-2;
  - Runda a 2-a: A învins pe Malmö FF cu 1-0, atât în deplasare cât și acasă;
  - Runda a 3-a (șaisprezecimi): A remizat în deplasare la Sporting Lisabona, scor 0-0, după care a învins acasă cu 1-0;
  - Sferturi: A pierdut în deplasare la Hamburger SV cu 3-2, după care nu a realizat decât o remiză albă (0-0) acasă.

- Cupa UEFA 1985-1986:
  - Runda 1: Neuchatel Xamax a dispus cu 3-0 acasă de Sportul Studențesc, după care a realizat un rezultat de egalitate în deplasare, scor 4-4;
  - Runda a 2-a: A reușit un egal, 1-1, în deplasare la PFC Lokomotiv Sofia, apoi un altul acasă, 0-0, calificându-se grație golului înscris în deplasare;
  - Runda a 3-a (șaisprezecimi): După ce a pierdut în deplasare la Dundee United F.C. cu 2-1, Neuchatel Xamax a întors rezultatul în meciul de acasă, având 2-1 după timpul regulamentar de 90 de minute și înscriind golul decisiv în prelungiri;
  - Sferturi: A pierdut la Real Madrid C.F. cu 3-0, iar acasă nu a reușit decât o victorie cu 2-0.

- Cupa UEFA 1986-1987:
  - Runda 1: Neuchatel Xamax a învins pe Lyngby BK, cu 2-0 acasă și cu 3-1 în deplasare;
  - Runda a 2-a: A reușit doar un egal, 0-0, în deplasare la FC Groningen, apoi un altul acasă, 1-1, necalificându-se din cauza golului înscris în deplasare de către olandezi.

- Cupa Campionilor Europeni 1987-1988:
  - Runda 1: Neuchatel Xamax a dispus cu 5-0 acasă de Kuusysi Lahti, după care a pierdut la limită în deplasare, scor 2-1;
  - Runda a 2-a: A învins acasă cu 2-1 pe FC Bayern München, însă nemții au întors rezultatul în retur, 2-0.

- Cupa UEFA 1991-1992:
  - Runda 1: Neuchatel Xamax a învins cu 2-0 acasă pe Floriana FC, după care a remizat în deplasare, scor 0-0;
  - Runda a 2-a: A câștigat categoric acasă cu 5-1 în fața lui Celtic F.C., apoi scoțienii n-au reușit la Glasgow decât un 1-0;
  - Runda a 3-a (șaisprezecimi): Xamax a reușit un 1-0 acasă cu Real Madrid, dar a pierdut fără drept de apel în deplasare cu 4-0.

- Cupa UEFA 1995-1996:
  - Runda de calificare: Steaua Roșie Belgrad 0-1 Neuchatel Xamax, apoi 0-0 acasă;
  - Runda 1: Xamax 1-1 AS Roma, dar a fost invinsa in deplasare cu 4-0.

- Cupa UEFA 1996-1997:
  - Runda de calificare: Anorthosis Famagusta FC 1-2 Xamax, apoi un 4-0 acasa;
  - Runda 1: Dinamo Kiev 0-0 Neuchatel Xamax | Neuchatel Xamax 2-1 Dinamo Kiev;
  - Runda a 2-a: Helsingborgs IF 2-0 Xamax, iar acasa doar o remiza, 1-1.

- Cupa UEFA 1997-1998:
  - Runda 1 de calificare: Neuchatel Xamax 7-0 Tiligul Tiraspol | Tiligul Tiraspol 1-3 Neuchatel Xamax;
  - Runda a 2-a de calificare: Xamax 3-0 Viking FK, dupa care a pierdut la limita cu 2-1;
  - Runda 1: A fost învinsă de F.C. Internazionale Milano (ulterior câștigători ai trofeului) cu 2-0, atât în deplasare cât și acasă.

- Cupa UEFA 2003-2004:
  - Runda de calificare: Valletta FC 0-2 Xamax Neuchatel | Xamax Neuchatel 2-0 Valletta
  - Runda 1: AJ Auxerre 1-0 Xamax Neuchatel | Xamax Neuchatel 0-1 AJ Auxerre.